# Exechiopsis argillacea
Exechiopsis argillacea är en tvåvingeart som först beskrevs av Ostroverkhova 1977.  Exechiopsis argillacea ingår i släktet Exechiopsis och familjen svampmyggor. Arten är reproducerande i Sverige. Inga underarter finns listade i Catalogue of Life.